# Сью Вайзенбаргер Келли
Сью Вайзенбаргер Келли (род. 26 сентября 1936 года) — американская бизнес-леди и политик, которая с 1995 по 2007 год была членом Палаты представителей США от республиканцев, представляя 19-й округ Нью-Йорка.

## Биография
Сью Келли родилась в Лайма, штат Огайо, 26 сентября 1936 года. Она выросла в пресвитерианской церкви и в 1958 году окончила Денисонский университет. Она также имеет степень магистра Колледжа Сары Лоуренс.
Она была владельцем малого бизнеса, защитником интересов пациентов, консультантом по изнасилованию и педагогом. Впервые она увлеклась политикой, работая советником и руководителем кампании в компании Гамильтона Фиша IV.
Келли выиграла место в Конгрессе. Она победила сына Фиша, Гамильтона Фиша V, который баллотировался как демократ, и кандидата от Консервативной партии Джозефа Диогарди, который потерпел поражение от неё на республиканских предварительных выборах, но продолжил кампанию. В 1996 году она была переизбрана с перевесом в семь пунктов. В 2004 году Келли легко выиграла переизбрание с 67 % голосов в 19-м округе Нью-Йорка по выборам в Конгресс, хотя New York Times описала противников Келли в предыдущих гонках как «символическую оппозицию».
Опрос власти и эффективности Конгресса, проведенный в 2007 году беспартийной компанией Knowlegis, показал, что член палаты представителей Келли входит в число 100 самых влиятельных законодателей в Палате представителей, состоящей из 435 человек. Опрос также назвал Келли вторым по значимости конгрессменом в нью-йоркской делегации, уступив только Томасу М. Рейнольдсу, который был председателем Национального республиканского комитета Конгресса.
7 ноября 2006 года Келли потерпела поражение от демократического оппонента Джона Холла. Примечательно, что, хотя Холл едва превзошел предыдущих соперников Келли от Демократической партии в 2004, 2002 и 2000 годах, сама Келли получила на 80 000 голосов меньше, чем в 2004 году.
Келли заявила, что она была «независимым голосом» в Конгрессе, но Times Herald Record отметила, что в 25 ближайших выборах Палаты представителей во время её последней сессии Келли была на стороне республиканского руководства 24 раза.